# Ньюбург (Нью-Йорк)
Ньюбург (англ. Newburgh) — місто (англ. city) в США, в окрузі Орандж штату Нью-Йорк. Населення — 28 856 осіб (2020).

## Географія
Місто Ньюбург (City of Newburgh) розташоване на території округу Оранж у штаті Нью-Йорк, за 60 кілометрів на північ від міста Нью-Йорк і за 90 кілометрів на південь від Олбані, на західному березі річки Гудзон. По сусідству розташоване однойменне місто Ньюбург, що має статус таун (town). Через річку тут перекинутий міст, що з'єднує Ньюбург з містом Бекон.
Ньюбург розташований за координатами 41°30′12″ пн. ш. 74°1′11″ зх. д. / 41.50333° пн. ш. 74.01972° зх. д. (41.503249, -74.019640). За даними Бюро перепису населення США в 2010 році місто мало площу 12,39 км², з яких 9,85 км² — суходіл та 2,54 км² — водойми.

### Клімат
| Клімат : Ньюбург             | Клімат : Ньюбург | Клімат : Ньюбург | Клімат : Ньюбург | Клімат : Ньюбург | Клімат : Ньюбург | Клімат : Ньюбург | Клімат : Ньюбург | Клімат : Ньюбург | Клімат : Ньюбург | Клімат : Ньюбург | Клімат : Ньюбург | Клімат : Ньюбург | Клімат : Ньюбург |
| Показник                     | Січ.             | Лют.             | Бер.             | Квіт.            | Трав.            | Черв.            | Лип.             | Серп.            | Вер.             | Жовт.            | Лист.            | Груд.            | Рік              |
| Абсолютний максимум, °C      | 21,7             | 21,7             | 29,4             | 35,6             | 36,1             | 38,9             | 39,4             | 39,4             | 40,6             | 31,7             | 27,8             | 22,2             | 40,6             |
| Середній максимум, °C        | 1,7              | 3,9              | 8,9              | 16,1             | 21,7             | 26,7             | 29,4             | 28,3             | 23,9             | 17,2             | 10,6             | 4,4              | 16,1             |
| Середній мінімум, °C         | −6,7             | −5               | −1,7             | 4,4              | 10,0             | 15,0             | 17,8             | 17,2             | 12,8             | 7,2              | 2,2              | −3,3             | 5,9              |
| Абсолютний мінімум, °C       | −26,1            | −23,9            | −17,8            | −9,4             | −2,8             | 4,4              | 7,2              | 5,0              | 0,0              | −5,6             | −12,2            | −21,7            | −26,1            |
| Норма опадів, мм             | 93               | 81               | 99               | 105              | 104              | 116              | 117              | 117              | 114              | 127              | 110              | 107              | 1289             |
| ---------------------------- | ---------------- | ---------------- | ---------------- | ---------------- | ---------------- | ---------------- | ---------------- | ---------------- | ---------------- | ---------------- | ---------------- | ---------------- | ---------------- |
| Джерело: The Weather Channel |                  |                  |                  |                  |                  |                  |                  |                  |                  |                  |                  |                  |                  |

## Демографія
Згідно з переписом 2010 року, у місті мешкало 28 866 осіб у 9030 домогосподарствах у складі 6051 родини. Густота населення становила 2330 осіб/км². Було 10505 помешкань (848/км²).
Расовий склад населення:
| - 39,4 % — білих - 30,2 % — чорних або афроамериканців - 1,7 % — корінних американців - 1,0 % — азіатів - 0,1 % — вихідців з тихоокеанських островів - 22,6 % — осіб інших рас |

До двох чи більше рас належало 5,2 %. Частка іспаномовних становила 47,9 % від усіх жителів.
За віковим діапазоном населення розподілялося таким чином: 30,7 % — особи молодші 18 років, 61,5 % — особи у віці 18—64 років, 7,8 % — особи у віці 65 років та старші. Медіана віку мешканця становила 28,2 року. На 100 осіб жіночої статі у місті припадало 94,6 чоловіків; на 100 жінок у віці від 18 років та старших — 90,3 чоловіків також старших 18 років.
Середній дохід на одне домашнє господарство становив 54 121 долар США (медіана — 36 922), а середній дохід на одну сім'ю — 60 151 долар (медіана — 43 947). Медіана доходів становила 36 566 доларів для чоловіків та 31 438 доларів для жінок. За межею бідності перебувало 31,2 % осіб, у тому числі 45,2 % дітей у віці до 18 років та 14,6 % осіб у віці 65 років та старших.
Цивільне працевлаштоване населення становило 11 443 особи. Основні галузі зайнятості: освіта, охорона здоров'я та соціальна допомога — 20,2 %, роздрібна торгівля — 14,3 %, мистецтво, розваги та відпочинок — 13,0 %.

## Видатні уродженці
- Френк Коулеман (1888-1948) — американський актор німого кіно
- Джеральдін Ферраро (1935-2011) — американська політик-демократ, член Палати представників США (1979–1985).